# Wilsonsplein
Het Wilsonsplein is een plein in het centrum van de Nederlandse stad Haarlem. Het plein is vernoemd naar de Engelse firma Wilson die hier een katoenfabriek opzette. Het gebied is ontstaan na het dempen van een deel van de  Stadsbuitensingel. Het plein bestaat uit twee delen, die van elkaar worden gescheiden door de Wilhelminastraat. Op het oostelijk deel staat de Stadsschouwburg. Op het westelijk deel is onder meer een speelplaats gesitueerd.